# Jukums Vācietis
Jukums Vācietis (Saldus, Gobernación de Curlandia, Imperio ruso, 11 de noviembre de 1873- Moscú, Unión Soviética, 28 de julio de 1938) (ruso: Иоаким Иоакимович Вацетис, Ioakim Ioakímovich Vatsetis) fue un comandante militar letón soviético, uno de los pocos ejemplos de líder militar soviético que no fue miembro del Partido Comunista de la Unión Soviética. 

## Primeros años
Jukums Vācietis comenzó su vida académica en la escuela del distrito Skede Parish en Saldus (hoy en Letonia) y en la Escuela del Ministerio en Kuldīga. Tuvo una infancia dura. Además de estudiar, tuvo que trabajar en una fábrica de cerillas.

## Carrera militar
Empezó su carrera militar en el Imperio ruso en 1891. Durante la Primera Guerra Mundial, comandó el 5.º Regimiento de Fusileros Letones de Zemgale (en el que alcanzó el rango de coronel), el cual apoyó a los bolcheviques de Lenin tras la Revolución de Octubre y la consiguiente Guerra Civil Rusa. Desde abril de 1918, fue comandante de la División de Fusileros Letones Rojos. Entre julio y septiembre de 1918 comandó el Frente Oriental. Fue el primer comandante en jefe (Glavkom) del Ejército Rojo y miembro del Sóviet Militar Revolucionario (4 de septiembre de 1918-8 de julio de 1919). En julio de 1919, fue arrestado bajo la falsa acusación de ser miembro de una organización contrarrevolucionaria del Movimiento Blanco, pero fue pronto liberado.
En 1922, se convirtió en profesor de la Academia Militar del Ejército Rojo (futura Academia Militar Frunze). Durante este periodo, escribió varios libros, siendo el más notable entre ellos La importancia histórica de los Fusileros Letones. 
En 1935, ascendió a Comandante de Ejército de 2.º Rango (comandarm, equivalente a general de segundo grado). El 29 de noviembre de 1937, fue detenido, acusado de ser miembro de la presunta Organización Fascista Letona dentro del Ejército Rojo y ejecutado en 1938. Fue rehabilitado en 1957.